# Brossac
Brossac est une commune du sud-ouest de la France, située dans le département de la Charente (région Nouvelle-Aquitaine).
Ses habitants sont appelés les Brossacais et les Brossacaises.

## Géographie

### Localisation et accès
Situé à la lisière nord-est de la forêt de la Double saintongeaise et dans le Sud-Charente, Brossac, chef-lieu de canton, est situé sur la D 731, axe routier sud-est nord-ouest entre Chalais et Cognac par Barbezieux, voie de passage entre Saintes et Périgueux à l'époque romaine.
Brossac est à 9 km au nord-ouest de Chalais et 18 km au sud-est de Barbezieux.
Elle est aussi à 16 km de Montmoreau, 17 km de Montguyon et de Blanzac, 39 km d'Angoulême, 69 km de Bordeaux.
D'autres routes départementales de moindre importance passent dans la commune, comme la D 7 en direction d'Angoulême au nord et Montguyon au sud, et la D 2 qui passent au bourg, la D 70 vers Châtignac, la D 191 vers Saint-Vallier, la D 195 dans la vallée du Palais, la D 68 qui fait la limite ouest.
La gare la plus proche est celle de Chalais, desservie par des TER à destination d'Angoulême et de Bordeaux.

### Hameaux et lieux-dits
Hormis le bourg assez compact, l'habitat est très dispersé en petites fermes et lieux-dits : la Croix Blanche, Maine Robine, Maine Bernard, la Coue d'Auzenat, la Comté, chez Rabanier, la Gare, la Côte, etc..

### Communes limitrophes
| Passirac    |               | Châtignac         |
|             | Brossac       | Brie-sous-Chalais |
| Guizengeard | Saint-Vallier | Bardenac          |

### Géologie et relief

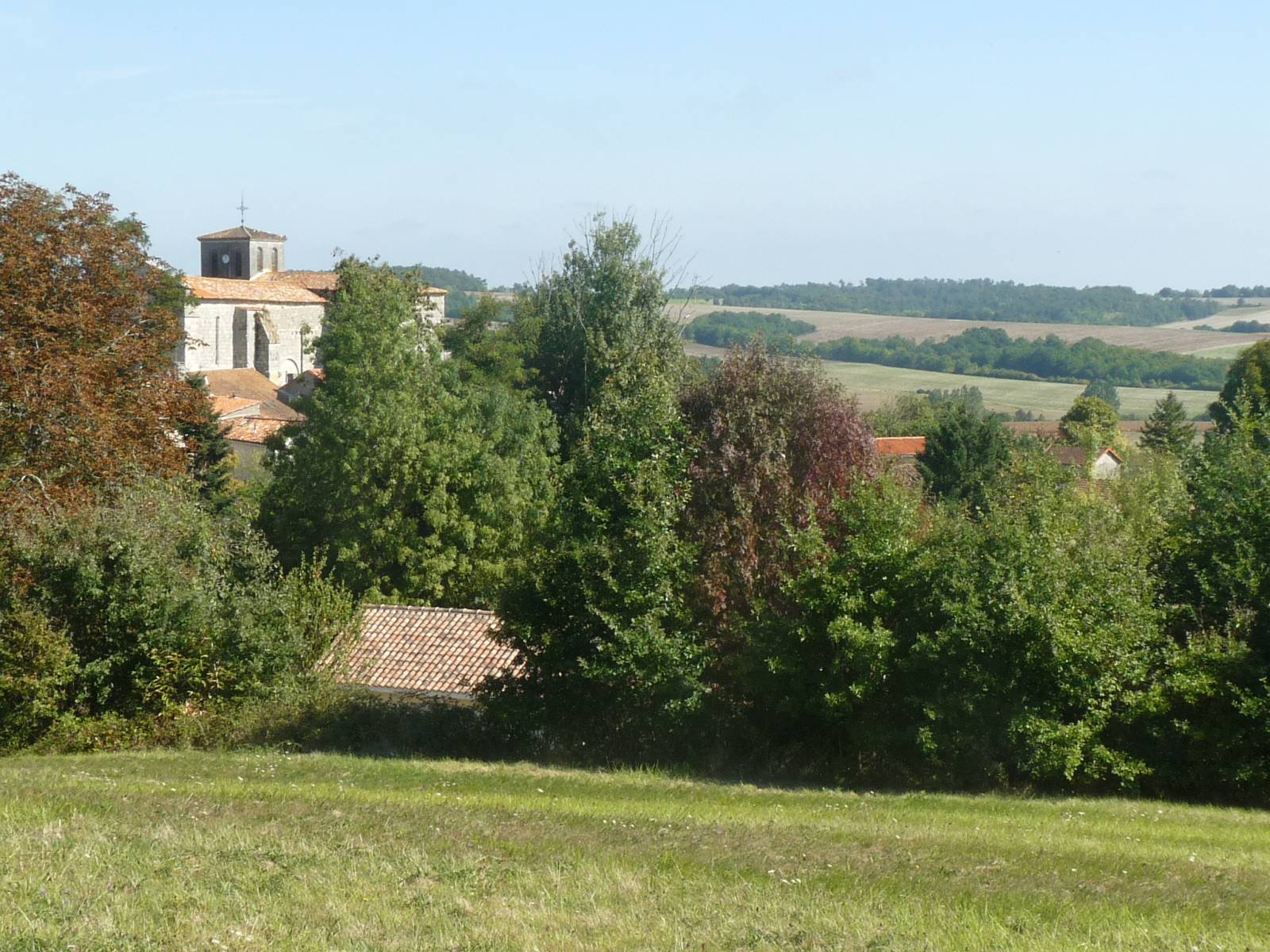
Vue du haut de Brossac.

La commune est partagée entre les coteaux calcaires crayeux du Campanien (Crétacé supérieur) sur sa moitié nord-est, bourg compris, et les terrains composés de sable kaolinique, d'argiles et de galets, dépôts datant du Tertiaire, de la forêt de la Double saintongeaise pour sa moitié sud-ouest,,.
Le relief est formé de collines aux flancs assez marqués. Une cuesta faisant face au nord-est marque la limite entre la partie boisée du sud-ouest et la Champagne calcaire du nord-est. Les altitudes varient entre 75 m au bord du Palais en limite sud (la tête de la vallée de la Viveronne est aussi à cette altitude), et à 184 m sur une crête calcaire au nord, en limite avec la commune de Châtignac; mais la butte du château d'eau situé près du bourg est à 183 m d'altitude (ancien moulin à vent).
Le bourg de Brossac, à flanc de cuesta, s'étage entre 125 et 160 m d'altitude.

### Hydrographie

#### Réseau hydrographique

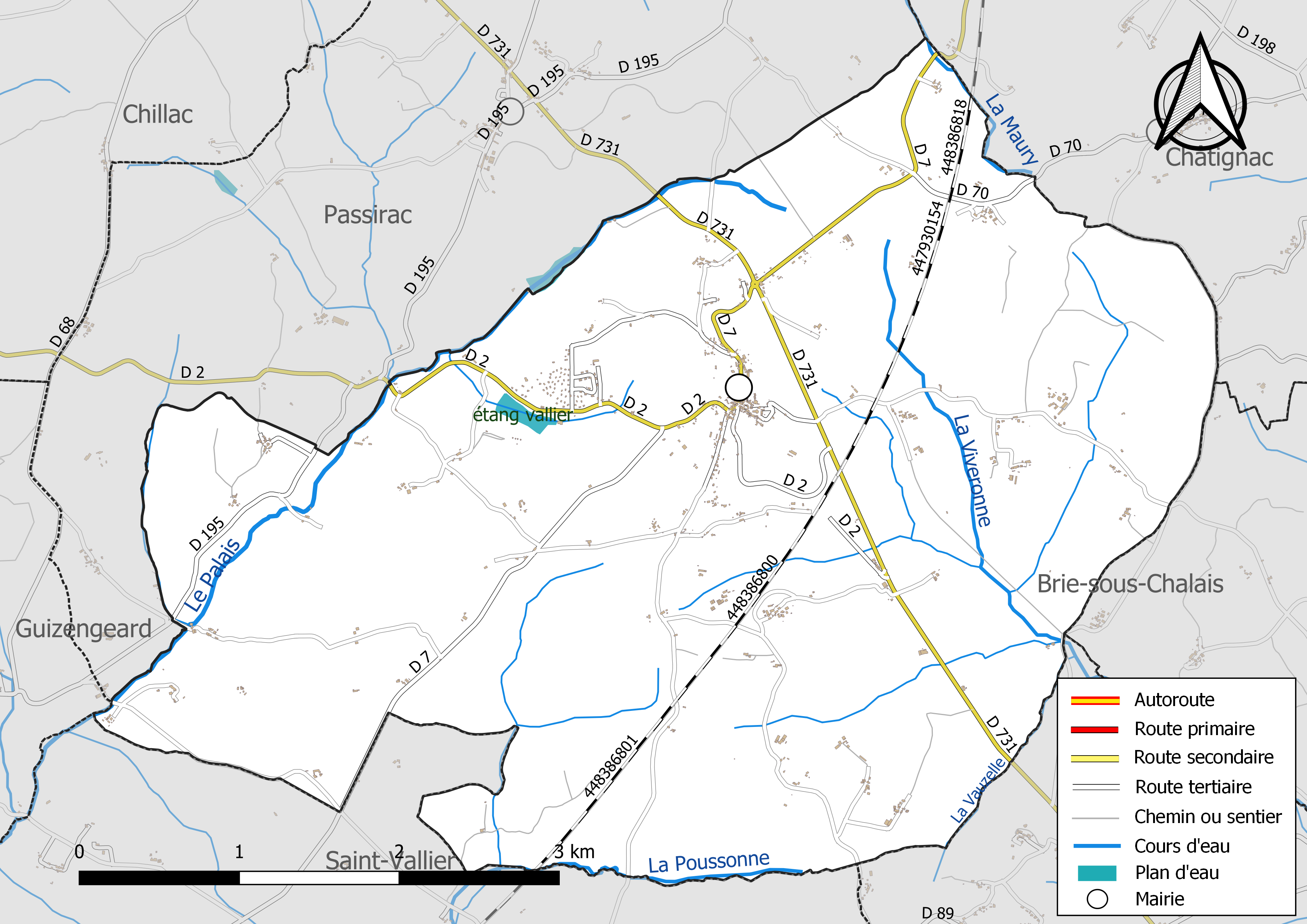
Réseaux hydrographique et routier de Brossac.

La commune est située dans le bassin versant de la Charente et le bassin de la Dordogne au sein  du Bassin Adour-Garonne. La ligne de partage des eaux passe à l'extrême nord de la commune, chez Rabanier. La Maury, naissant à Châtignac, y limite la commune. Elle est drainée par le Palais, la Maury, la Poussonne, la Viveronne, un bras des lorettes, la Vauzelle et par divers petits cours d'eau, qui constituent un réseau hydrographique de 24 km de longueur totale,.
Le Palais, d'une longueur totale de 31,1 km, prend sa source près de la limite nord de la commune, à la Font Lafaye. Il arrose l'ouest de la commune et coule vers le sud-ouest et se jette  dans le Lary en Charente-Maritime, à Cercoux, après avoir traversé 11 communes.
La Maury, d'une longueur totale de 24,1 km, prend sa source dans la commune de Châtignac et se jette  dans le Né à Ladiville, après avoir traversé 12 communes.
La Poussonne, d'une longueur totale de 10,4 km, prend sa source dans la commune  et se jette  dans le Palais à Saint-Vallier, après avoir traversé 3 communes.
La Viveronne prend aussi sa source sur la commune, à La Coue d'Auzenat. Elle coule vers le sud-est et rejoint la Tude, affluent de la Dronne, à Chalais. D'une longueur totale de 11,5 km, elle traverse 5 communes.
De par sa nature argileuse, la partie sud-ouest de la commune est occupée par de nombreuses retenues d'eau, dont l'étang Vallier situé sur un affluent du Palais qui naît au pied du bourg.

#### Gestion des eaux
Le territoire communal est couvert par les schémas d'aménagement et de gestion des eaux (SAGE) « Charente » et « Isle - Dronne ». Le SAGE « Charente », dont le territoire correspond au bassin de la Charente, d'une superficie de 9 300 km2, a été approuvé le 19 novembre 2019. La structure porteuse de l'élaboration et de la mise en œuvre est l'établissement public territorial de bassin Charente. Le SAGE « Isle - Dronne», dont le territoire regroupe les bassins versants de l'Isle et de la Dronne, d'une superficie de 7 500 km2, a été approuvé le 2 août 2021. La structure porteuse de l'élaboration et de la mise en œuvre est l'établissement public territorial de bassin de la Dordogne (EPIDOR). Ils définissent chacun sur leur territoire les objectifs généraux d’utilisation, de mise en valeur et de protection quantitative et qualitative des ressources en eau superficielle et souterraine, en respect des objectifs de qualité définis dans le troisième SDAGE  du Bassin Adour-Garonne qui couvre la période 2022-2027, approuvé le 10 mars 2022.

### Climat
Le climat est océanique aquitain et semblable à celui de la ville de Cognac où est située la station météorologique départementale.
| Mois                              | jan. | fév.  | mars  | avril | mai   | juin  | jui.  | août  | sep.  | oct. | nov. | déc. | année   |
| --------------------------------- | ---- | ----- | ----- | ----- | ----- | ----- | ----- | ----- | ----- | ---- | ---- | ---- | ------- |
| Température minimale moyenne (°C) | 2    | 2,8   | 3,8   | 6,2   | 9,4   | 12,4  | 14,4  | 14    | 12,1  | 8,9  | 4,7  | 2,6  | 7,8     |
| Température moyenne (°C)          | 5,4  | 6,7   | 8,5   | 11,1  | 14,4  | 17,8  | 20,2  | 19,7  | 17,6  | 13,7 | 8,6  | 5,9  | 12,5    |
| Température maximale moyenne (°C) | 8,7  | 10,5  | 13,1  | 15,9  | 19,5  | 23,1  | 26,1  | 25,4  | 23,1  | 18,5 | 12,4 | 9,2  | 17,7    |
| Ensoleillement (h)                | 80   | 103,9 | 153,3 | 184,5 | 204,9 | 239,6 | 276,4 | 248,3 | 199,4 | 159  | 96,8 | 78,8 | 2 024,9 |
| Précipitations (mm)               | 80,4 | 67,3  | 65,9  | 68,3  | 71,6  | 46,6  | 45,1  | 50,2  | 59,2  | 68,6 | 79,8 | 80   | 783,6   |

## Urbanisme

### Typologie
Au 1er janvier 2024, Brossac est catégorisée commune rurale à habitat très dispersé, selon la nouvelle grille communale de densité à 7 niveaux définie par l'Insee en 2022.
Elle est située hors unité urbaine et hors attraction des villes,.

### Occupation des sols
L'occupation des sols de la commune, telle qu'elle ressort de la base de données européenne d’occupation biophysique des sols Corine Land Cover (CLC), est marquée par l'importance des territoires agricoles (59 % en 2018), en diminution par rapport à 1990 (62,3 %). La répartition détaillée en 2018 est la suivante : 
terres arables (31,1 %), forêts (30,8 %), zones agricoles hétérogènes (27,4 %), milieux à végétation arbustive et/ou herbacée (4,3 %), zones industrielles ou commerciales et réseaux de communication (3,5 %), zones urbanisées (1,2 %), espaces verts artificialisés, non agricoles (1,2 %), prairies (0,5 %). L'évolution de l’occupation des sols de la commune et de ses infrastructures peut être observée sur les différentes représentations cartographiques du territoire : la carte de Cassini (XVIIIe siècle), la carte d'état-major (1820-1866) et les cartes ou photos aériennes de l'IGN pour la période actuelle (1950 à aujourd'hui).

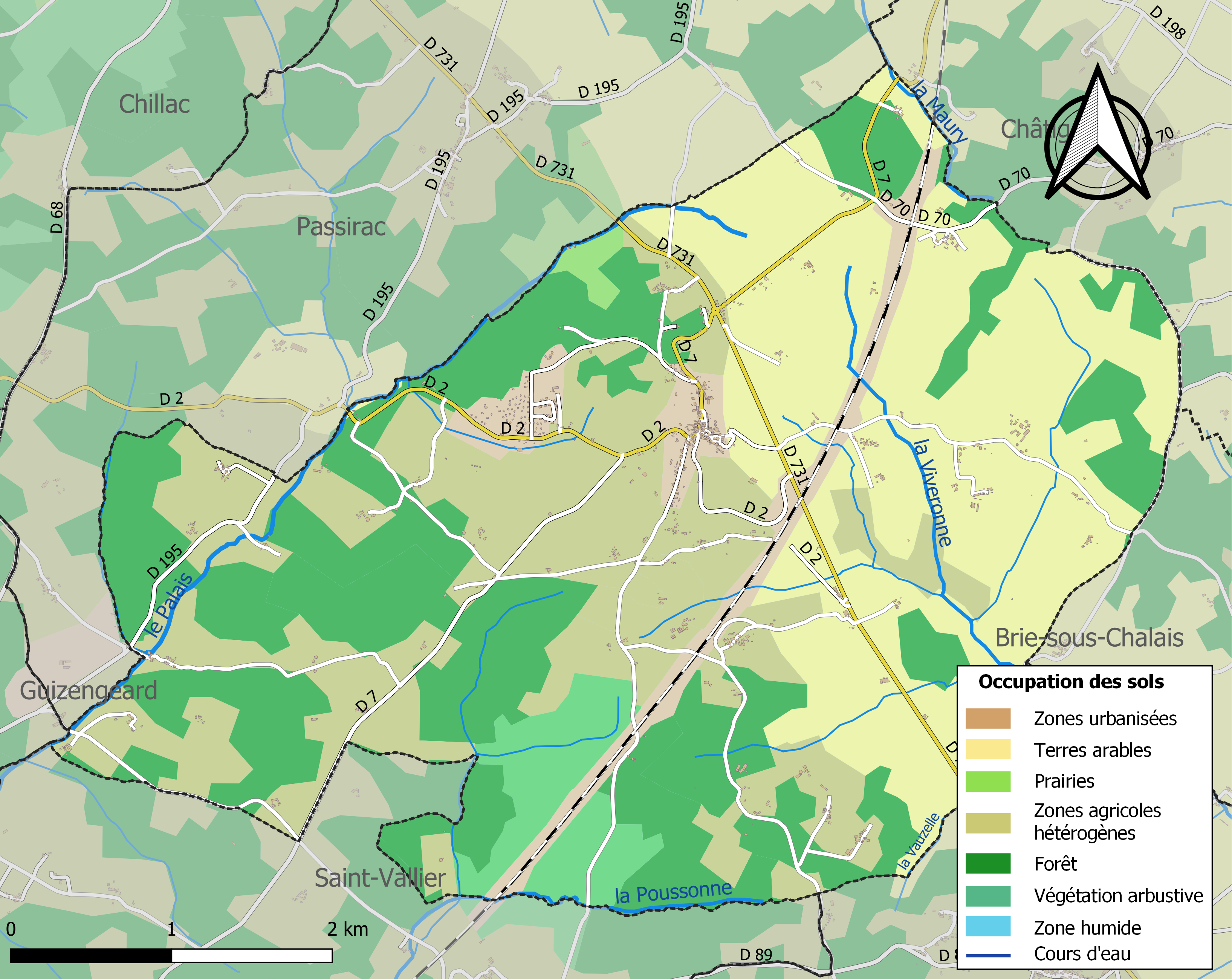
Carte des infrastructures et de l'occupation des sols de la commune en 2018 (CLC).

### Risques majeurs
Le territoire de la commune de Brossac est vulnérable à différents aléas naturels : météorologiques (tempête, orage, neige, grand froid, canicule ou sécheresse), feux de forêts, mouvements de terrains et séisme (sismicité faible). Il est également exposé à un risque technologique,  le transport de matières dangereuses. Un site publié par le BRGM permet d'évaluer simplement et rapidement les risques d'un bien localisé soit par son adresse soit par le numéro de sa parcelle.

#### Risques naturels
Brossac est exposée au risque de feu de forêt. Un plan départemental de protection des forêts contre les incendies (PDPFCI) a été élaboré pour la période 2017-2026, faisant suite à un plan 2007-2016. Les mesures individuelles de prévention contre les incendies sont précisées par divers arrêtés préfectoraux et s’appliquent dans les zones exposées aux incendies de forêt et à moins de 200 mètres de celles-ci. L’arrêté du 3 mai 2016 règlemente l'emploi du feu en interdisant notamment d’apporter du feu, de fumer et de jeter des mégots de cigarette dans les espaces sensibles et sur les voies qui les traversent sous peine de sanctions. L'arrêté du 27 décembre 2019 rend le débroussaillement obligatoire, incombant au propriétaire ou ayant droit,,,.

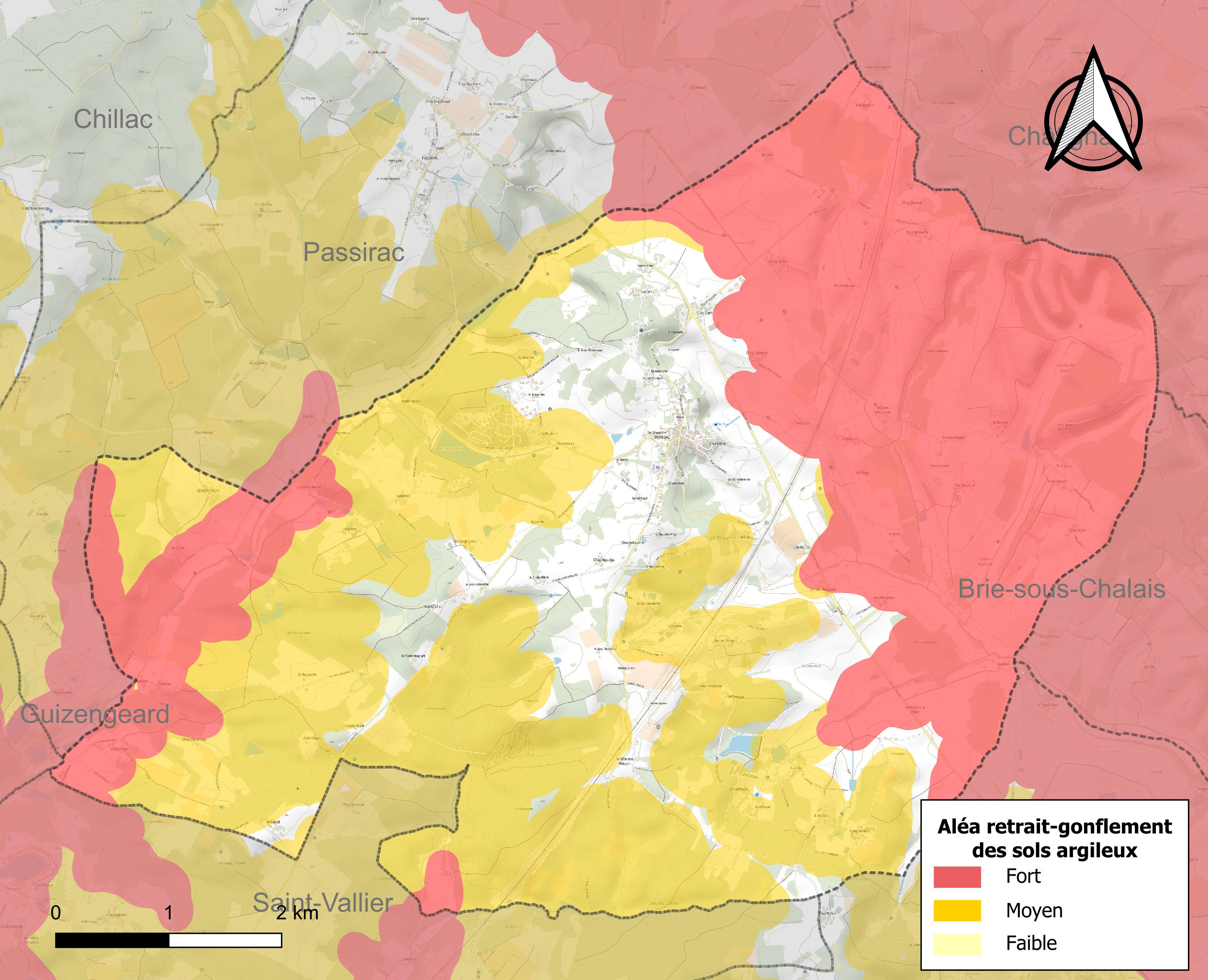
Carte des zones d'aléa retrait-gonflement des sols argileux de Brossac.

Les mouvements de terrains susceptibles de se produire sur la commune sont des affaissements et effondrements liés aux cavités souterraines (hors mines). Par ailleurs, afin de mieux appréhender le risque d’affaissement de terrain, l'inventaire national des cavités souterraines permet de localiser celles situées sur la commune.
Le retrait-gonflement des sols argileux est susceptible d'engendrer des dommages importants aux bâtiments en cas d’alternance de périodes de sécheresse et de pluie. 79,4 % de la superficie communale est en aléa moyen ou fort (67,4 % au niveau départemental et 48,5 % au niveau national). Sur les 425 bâtiments dénombrés sur la commune en 2019,  211 sont en aléa moyen ou fort, soit 50 %, à comparer aux 81 % au niveau départemental et 54 % au niveau national. Une cartographie de l'exposition du territoire national au retrait gonflement des sols argileux est disponible sur le site du BRGM,.
Par ailleurs, afin de mieux appréhender le risque d’affaissement de terrain, l'inventaire national des cavités souterraines permet de localiser celles situées sur la commune.
La commune a été reconnue en état de catastrophe naturelle au titre des dommages causés par les inondations et coulées de boue survenues en 1982 et 1999. Concernant les mouvements de terrains, la commune a été reconnue en état de catastrophe naturelle au titre des dommages causés par des mouvements de terrain en 1999.

#### Risques technologiques
Le risque de transport de matières dangereuses sur la commune est lié à sa traversée par une ou des infrastructures routières ou ferroviaires importantes ou la présence d'une canalisation de transport d'hydrocarbures. Un accident se produisant sur de telles infrastructures est susceptible d’avoir des effets graves sur les biens, les personnes ou l'environnement, selon la nature du matériau transporté. Des dispositions d’urbanisme peuvent être préconisées en conséquence.

## Toponymie
Les formes anciennes sont Brozac en 1143, Brocciaco et Broziaco en 1278, Brociaco, Brocac en 1109-1121.
L'origine du nom de Brossac remonterait à un nom de personnage gallo-romain Broccius (de racine gauloise brocco-', signifiant blaireau) auquel est apposé le suffixe -acum, ce qui correspondrait au « domaine de Broccius »,.

## Histoire
Lieu de passage déjà existant à l'époque romaine (variante de la voie Saintes-Périgueux-Cahors), on peut trouver les ruines d'une ancienne villa gallo-romaine à Lacou-Dausena, à 300 mètres au nord de la voie supposée. Une portion d'aqueduc descendant de la source des Fontenelles et alimentant cette villa a aussi été retrouvée,.
Les plus anciens registres de l'état civil remontent à 1620.
Au Moyen Âge, la plus grande partie de cette paroisse de Saintonge formait une seigneurie appartenant à l'évêque de Saintes, auquel devaient hommage lige les possesseurs des fiefs voisins : Durfort et La Cour, dans la paroisse, et des parties des paroisses de Passirac pour le Châtelard, et Bardenac et Saint-Vallier pour Coyron, ces derniers fiefs étant aussi réclamés par le marquis de Barbezieux.
Le fief de Durfort, possédé par les Vigier, est passé en 1725 à la famille de Lafaye, et le fief a pris ce nom. Le Bourgoin, au nord de la commune, était aussi possédé par cette dernière famille. À la Révolution, Pierre de Lafaye du Bourgoin était avocat au parlement de Bordeaux et juge sénéchal de Brossac.
Lors de la première moitié du XXe siècle, Brossac était aussi desservi par la ligne à voie métrique des Chemins de fer économiques des Charentes entre Barbezieux et Chalais, et possédait une petite gare le long de la route nationale, actuellement D.731.

## Administration

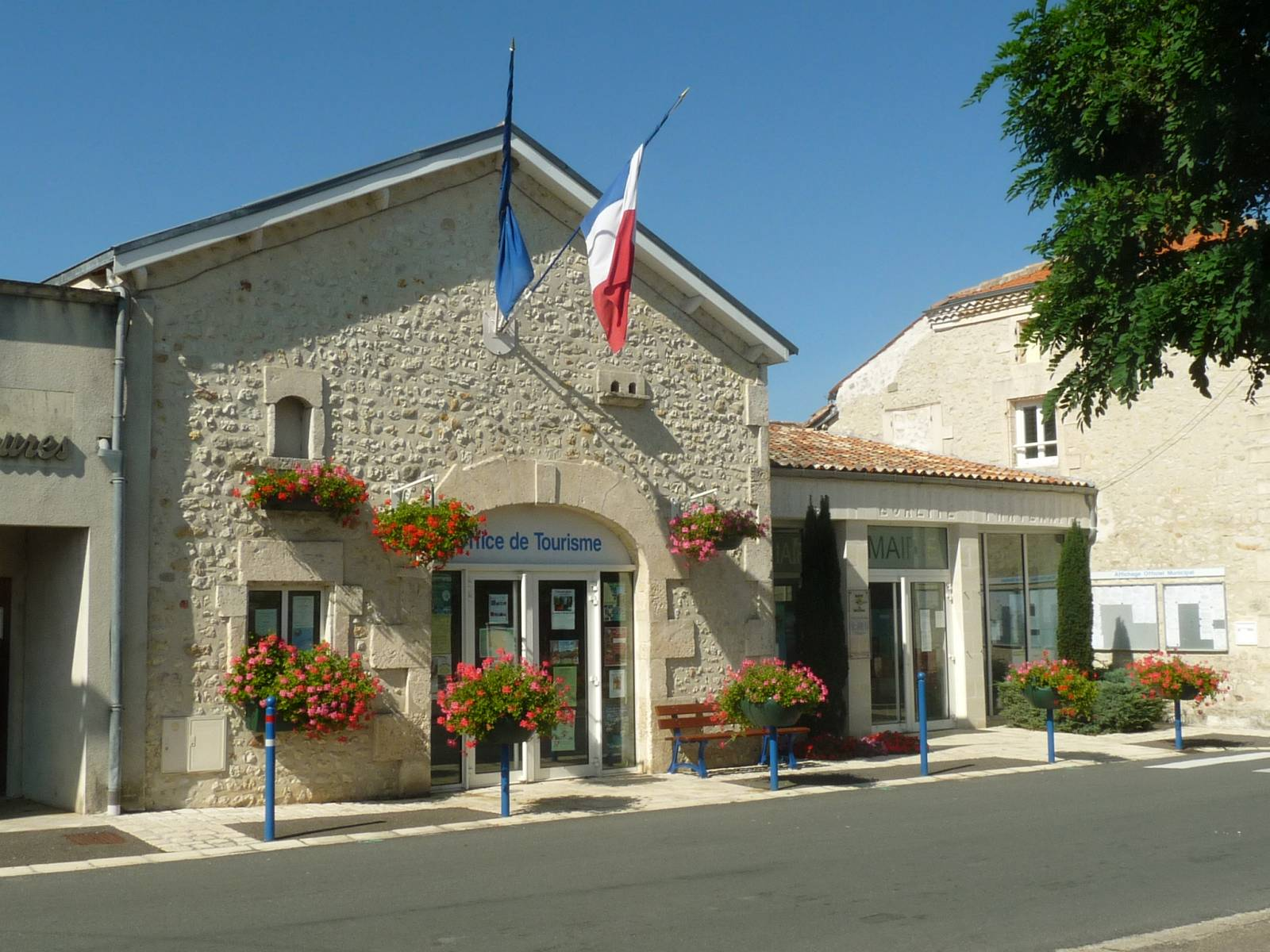
La mairie.

| Période                                  | Période  | Identité           | Étiquette | Qualité            |
| ---------------------------------------- | -------- | ------------------ | --------- | ------------------ |
| 1989                                     | 2008     | Michel Naudin      | PS        | Conseiller général |
| 2008                                     | 2014     | Joseph Rousselière | DVG       | Retraité SNCF      |
| 2014                                     | En cours | Didier Maudet      |           |                    |
| Les données manquantes sont à compléter. |          |                    |           |                    |

## Démographie

### Évolution démographique
L'évolution du nombre d'habitants est connue à travers les recensements de la population effectués dans la commune depuis 1793. Pour les communes de moins de 10 000 habitants, une enquête de recensement portant sur toute la population est réalisée tous les cinq ans, les populations de référence des années intermédiaires étant quant à elles estimées par interpolation ou extrapolation. Pour la commune, le premier recensement exhaustif entrant dans le cadre du nouveau dispositif a été réalisé en 2004.

En 2022, la commune comptait 453 habitants, en évolution de −9,22 % par rapport à 2016 (Charente : −0,48 %, France hors Mayotte : +2,11 %).
| 1793  | 1800  | 1806 | 1821  | 1831  | 1841  | 1846  | 1851  | 1856  |
| ----- | ----- | ---- | ----- | ----- | ----- | ----- | ----- | ----- |
| 1 019 | 1 017 | 896  | 1 073 | 1 277 | 1 154 | 1 164 | 1 168 | 1 200 |

| 1861  | 1866  | 1872  | 1876  | 1881  | 1886  | 1891 | 1896 | 1901 |
| ----- | ----- | ----- | ----- | ----- | ----- | ---- | ---- | ---- |
| 1 163 | 1 136 | 1 066 | 1 132 | 1 167 | 1 111 | 987  | 948  | 906  |

| 1906 | 1911 | 1921 | 1926 | 1931 | 1936 | 1946 | 1954 | 1962 |
| ---- | ---- | ---- | ---- | ---- | ---- | ---- | ---- | ---- |
| 913  | 961  | 890  | 933  | 879  | 899  | 860  | 832  | 862  |

| 1968 | 1975 | 1982 | 1990 | 1999 | 2004 | 2006 | 2009 | 2014 |
| ---- | ---- | ---- | ---- | ---- | ---- | ---- | ---- | ---- |
| 778  | 679  | 635  | 593  | 524  | 542  | 564  | 521  | 493  |

| 2019 | 2022 | - | - | - | - | - | - | - |
| ---- | ---- | - | - | - | - | - | - | - |
| 464  | 453  | - | - | - | - | - | - | - |

### Pyramide des âges
La population de la commune est relativement âgée.
En 2018, le taux de personnes d'un âge inférieur à 30 ans s'élève à 19,8 %, soit en dessous de la moyenne départementale (30,2 %). À l'inverse, le taux de personnes d'âge supérieur à 60 ans est de 49,2 % la même année, alors qu'il est de 32,3 % au niveau départemental.
En 2018, la commune comptait 235 hommes pour 240 femmes, soit un taux de 50,53 % de femmes, légèrement inférieur au taux départemental (51,59 %).
Les pyramides des âges de la commune et du département s'établissent comme suit.
| Hommes | Classe d’âge | Femmes |
| ------ | ------------ | ------ |
| 0,4    | 90 ou +      | 3,0    |
| 12,6   | 75-89 ans    | 19,7   |
| 33,5   | 60-74 ans    | 29,1   |
| 20,4   | 45-59 ans    | 18,8   |
| 12,2   | 30-44 ans    | 10,7   |
| 11,7   | 15-29 ans    | 9,0    |
| 9,1    | 0-14 ans     | 9,8    |

| Hommes | Classe d’âge | Femmes |
| ------ | ------------ | ------ |
| 1      | 90 ou +      | 2,7    |
| 9,2    | 75-89 ans    | 12     |
| 20,6   | 60-74 ans    | 21,3   |
| 20,7   | 45-59 ans    | 20,3   |
| 16,8   | 30-44 ans    | 16     |
| 15,6   | 15-29 ans    | 13,4   |
| 16,1   | 0-14 ans     | 14,3   |

## Économie

### Agriculture
La viticulture occupe une petite partie de l'activité agricole. La commune est située dans les Bons Bois, dans la zone d'appellation d'origine contrôlée du cognac.

### Tourisme
Dans les années 1980, la municipalité souhaite développer le tourisme sur la commune et construit un village de vacances dans la pinède au sud de l'étang Vallier. Basé sur la location saisonnière, il fera venir de nombreux touristes, essentiellement pendant l'été, notamment du nord de l'Europe (hollandais, belges, allemands, anglais), malgré ses coûts d'entretien importants pour la commune.
À la même période, de l'autre côté de l'étang, ouvre le camping municipal Les Châtaigners de Brossac. L'étang Vallier devient alors un espace de loisirs prisé par les vacanciers et les habitants de la région. La présence d'une ferme équestre à proximité complétera encore l'offre touristique.
Au début des années 1990, le village de vacances est devenu une charge pour la municipalité. Les constructions sont vieillissantes et les touristes se font plus rares. Le site est alors vendu à un entrepreneur belge qui mettra en place un autre modèle de développement. Les maisons de vacances ne sont plus seulement proposées à la location mais sont vendues comme résidences secondaires. Une centaine de nouvelles maisons de vacances sont construites, y compris de l'autre côté de l'étang Vallier. Un spa, sauna et minigolf sont également construits. Le village de vacances devient Etang Vallier Resort, et le restaurant, anciennement le Clapotis devient Quai sud. En été, la population sur le site monterait jusqu'à 6 000 résidents.
L'emprise spatiale du village de vacances dépasse actuellement celle du centre villageois.

## Équipements, services et vie locale

### Enseignement
L'école est un RPI entre Brossac, Oriolles et Passirac. Brossac accueille l'école maternelle Alfred-de-Vigny et l'école élémentaire Honoré-de-Balzac. Les écoles d'Oriolles et de Passirac sont aussi des écoles élémentaires.
Le secteur du collège est Chalais. Les lycées sont à Barbezieux et Angoulême.

### Autres services

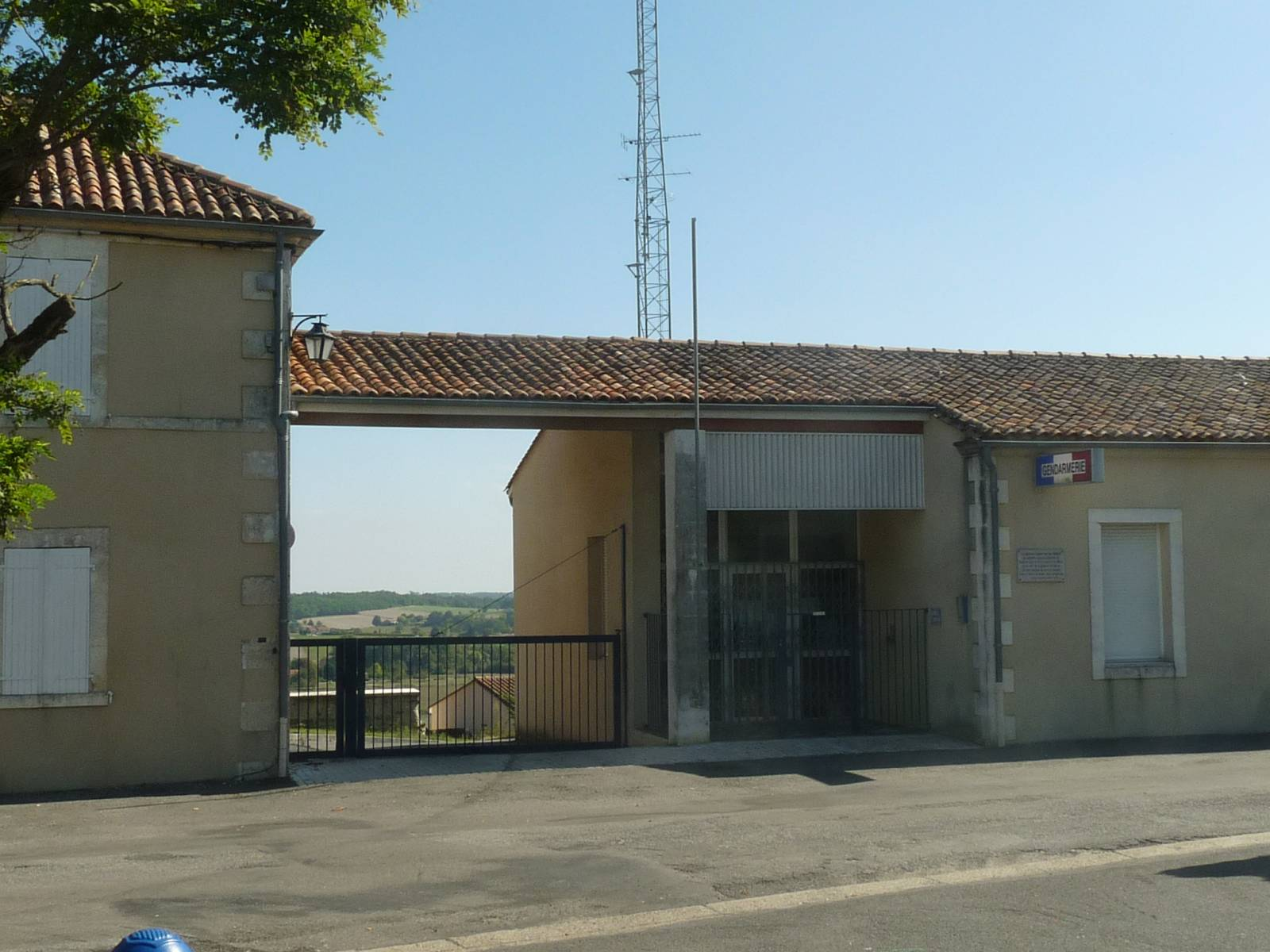
La gendarmerie de Brossac.

En tant que chef-lieu de canton, Brossac possède une gendarmerie.

## Lieux et monuments

### Patrimoine religieux

#### Église Notre-Dame
L'église paroissiale Notre-Dame de Brossac date du XIIe siècle. Initialement dans le diocèse de Saintes, elle fut unie à la mense épiscopale. En forme de croix latine, sa nef fut revoûtée en croisée d'ogives au XVe siècle; la façade fut remaniée à cette époque. Le clocher carré et l'absidiole du latéral nord ont été refaits du XIXe siècle. Elle fait l’objet d’une inscription au titre des monuments historiques depuis 1985.

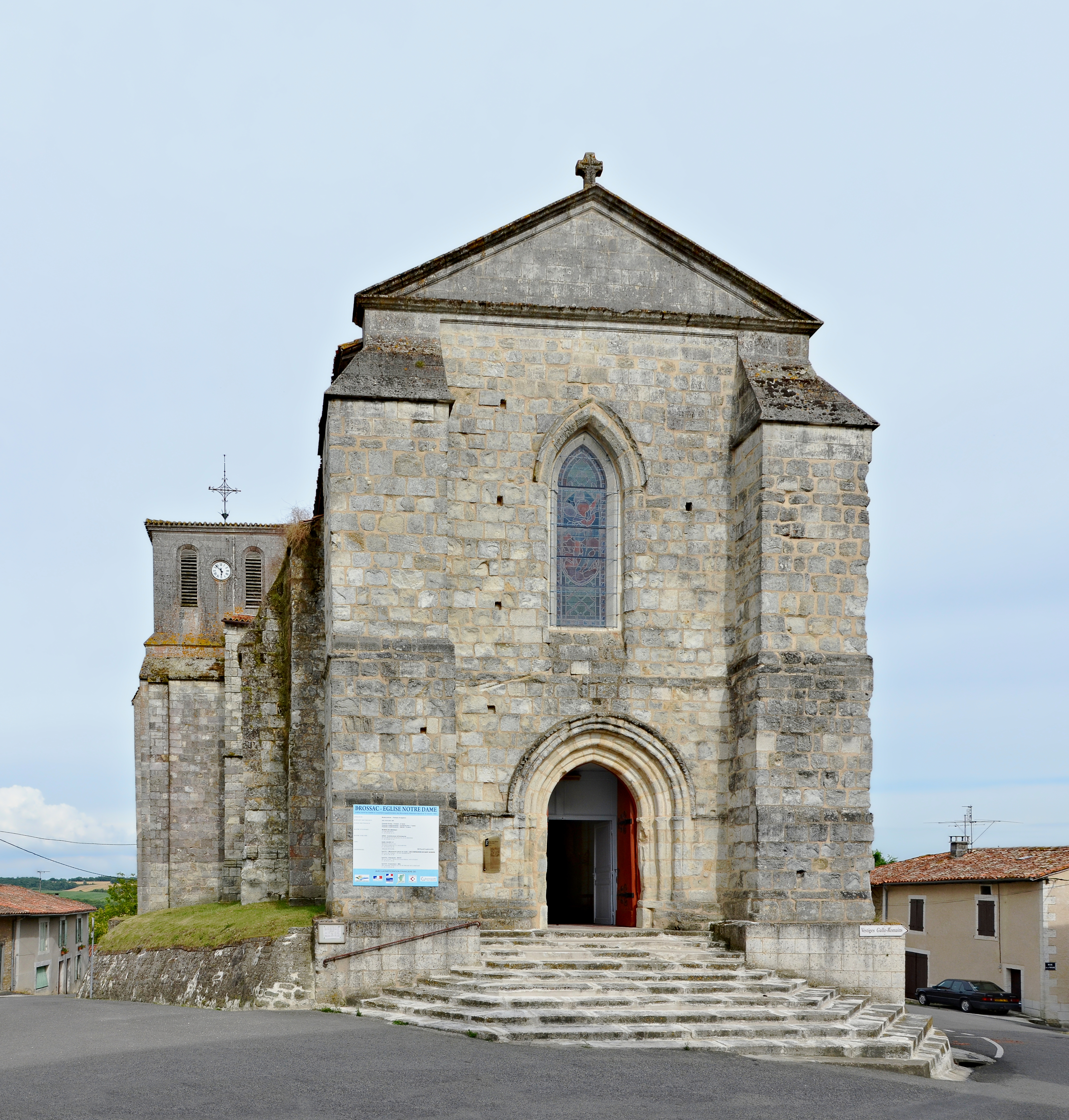
La façade de l'église.
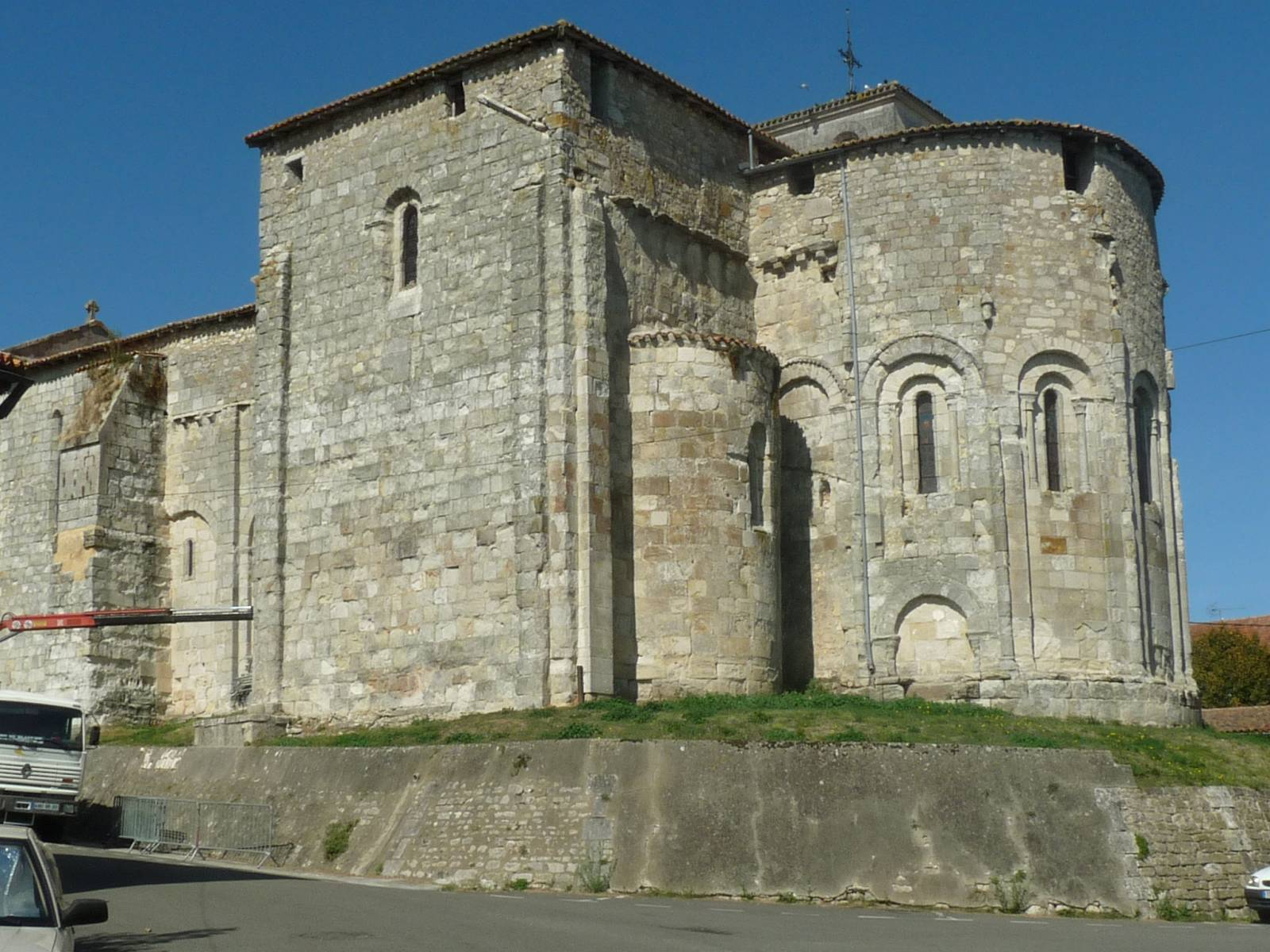
Le chevet de l'église.

### Patrimoine civil

#### Villa gallo-romaine

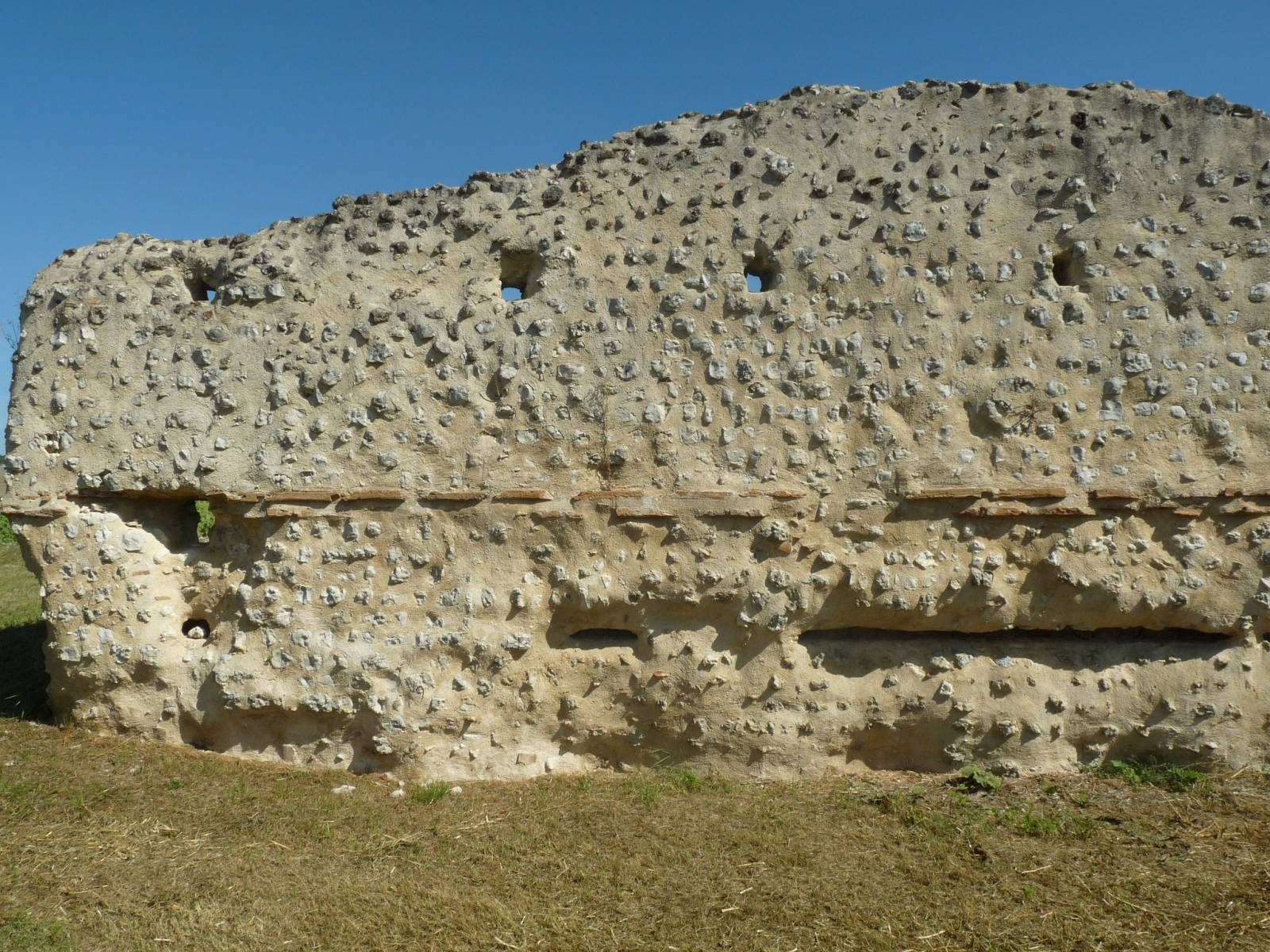
La Coue d'Auzenat.

La villa gallo-romaine de la Coue d'Auzenat, ou Lacou-Dausena (vestiges) fait l’objet d’un classement au titre des monuments historiques depuis 1875.
L'aqueduc alimentant la villa (vestiges) fait l’objet d’un classement au titre des monuments historiques depuis 1889.

#### Château de Brossac
Les fonctions de défense de ce lieu remontent à des sources écrites au début du Moyen Âge. Le château avait pour but de contrôler les fiefs locaux ainsi que l’ancienne route gallo-romaine Saintes - Périgueux - Cahors.
Depuis la fin du Moyen Âge, le terrain et le parc du château en tant que fief Dufort appartenaient à la famille Vigier de La Cour.
Par la suite, en 1725, le terrain et le château devinrent la possession de la famille de Lafaye. Du nom de ce lieu, cette famille a commencé à utiliser le surnom de Bourgoin. En 1874, Pierre-François de Lafaye du Bourgoin reconstruit le château en petit palais de style Napoléon III.
En 1940-1944, le château a été kommandantur pendant l'occupation allemande.
Dans les années 1990, il devient une discothèque, le « Paradise ».

#### Étang Vallier
L'étang Vallier, à la lisière de la Double saintongeaise, offre une baignade en été et un village de vacances.

## Personnalités liées à la commune
- Louis Hourticq (1875-1944), historien d'art, auteur notamment de La Vie des Images (1927), membre de l'Institut, inspecteur général de l'enseignement artistique, né à Brossac, petit-fils de Jean Étourneau, premier instituteur de Brossac, fils de Pauline Étourneau et d'André Hourticq, gendarme à Brossac[53]